# Гуреев, Максим Александрович
Макси́м Алекса́ндрович Гуре́ев (род. 6 мая 1966, Москва) — российский прозаик, режиссёр. Номинант премии «Новая словесность» (2014, 2015 и 2021 годов), номинант премии Белкина (2002 года), номинант премии «Ясная Поляна» (2019 и 2021 годов).

## Биография
Родился 6 мая 1966 году в Москве в Сандуновском переулке (1-й Неглинный переулок) в 1966 году. С 1968 года проживает на Соколе (район Москвы). В 1983 году закончил французскую спецшколу №48 (ныне школа №1251 им. Шарля де Голля, ул. Сальвадора Альенде 9). После завершения обучения в школе поступил и в 1988 году успешно окончил обучение на филологическом факультете Московского государственного университета, научным руководителем был доктор филологических наук, профессор Никита Толстой. В 1992 году проходил обучение на семинаре прозы Андрея Битова в Литературном институте. Работал в издательстве «Русский язык» в редакции «Словаря древнерусского языка XI – XIV веков», а также преподавал в МГУ русский как иностранный и древнерусскую литературу в Христианском Гуманитарном Лицее.
Начиная с 1997 года печатается в журналах «Октябрь», «Дружба народов», «Литературная учеба», «Знамя», «Искусство кино», «Новый мир»», «Постскриптум», «Северные просторы», «Вопросы литературы», «Истина и жизнь», «Вестник Европы».
Также публиковался в газетах «Сегодня», «Культура», «Экран и сцена».
С 1996 года работает режиссёром в документальном кино. Является автором, сценаристом и режиссер более семидесяти документальных фильмов. Призер международных и отечественных кинофестивалей. Является автором и режиссером первого в России документального фильма о писателе Саше Соколове «А пейзаж безупречен…», который был снят в 2007 году в Коктебеле.
В 1997 году впервые опубликовал своё литературное произведение — повесть «Калугадва» в журнале «Октябрь». В 2002 году с повестью «Брат Каина — Авель» был номинирован на литературную премию имени Ивана Петровича Белкина, в номинации «Повесть года». Трижды в 2014, 2015 и 2021 годах был номинирован на литературную премию «Новая словесность», в 2014 и 2021 вошел в шортлист премии. В 2019 и 2021 году был номинирован на литературную премию «Ясная Поляна» в номинации «Современная русская проза», в 2021 году вошел в шортлист премии.
Имеет членство в Союзе российских писателей, членство в Союзе кинематографистов Российской Федерации, член русского ПЕН-центра. Входит в состав редакции журнала «Мир Музея», регулярно публикует статьи в этом издании.
Есть сын Егор Гуреев (1994 года рождения) – выпускник исторического факультета МГУ, фотограф, кинооператор.

## Награды и премии
- 2002 — номинант литературной премии Ивана Петровича Белкина за повесть «Брат Каина — Авель»,
- 2014 — номинант литературной премии «НОС» за роман «Покоритель орнамента» (шортлист),
- 2015 — номинант литературной премии «НОС» за повесть «Калугадва»,
- 2019 — номинант литературной премии «Ясная Поляна» в номинации «Современная русская проза» за повесть «Тайнозритель»,
- 2021 — номинант литературной премии «НОС. Странник» за повесть «Синдром Капгра» (шортлист),
- 2021 — номинант литературной премии «Ясная Поляна» в номинации «Современная русская проза» за повесть «Любовь Куприна» (шортлист),
- 2022 — лауреат литературной премии «Данко», Нижний Новгород.

## Отзывы
Саша Соколов: «По понятиям этих малограмотных дней Максим как писатель непозволительно сложен. Иные горазды при случае укорить: мол, не в меру психологичен, излишне филологичен и философск, что лишь прикидывается кромешно далеким. Гуреева оценят не только горячечные фанаты изысканного письма вроде вашего корреспондента, но и вполне теплохдадные уравновешенные здравомыслы».
Андрей Битов: «Дословесное, предловесное. Не потому, что до него уже писали и надо не хуже. А потому, что до него этого не писали. Вот подлинная литературная амбиция! Что это – поражение или свобода, покажет только время. Что мне нравится в Максиме, так это способность к духовному усилию. Ни к трудолюбию, ни к талантам, ни к успеху эта высокая способность не имеет отношения. Это гарантия пути».
Александр Эбаноидзе: «Если допустимы какие-то сравнения прозы с живописью, то я бы сопоставил «Тайнозритель» Максима Гуреева с с живописью Павла Филонова».
Александр Чанцев: «Это очень весомая, не сказать тяжёлая проза с набоковским, саша-соколовским эффектом стиля-антидота от сиюминутно-мутного, катакомбная по нынешним понятиям проза. Она не журчит и не шумит, но льётся тяжело, как тает вначале весенний снег, со всей людской в него втоптанной грязью, и в этом — большая правда узнавания, открытие утаённого, нечто совсем незначительное, как деталька памяти, и что-то общее, что стоит за воспоминанием, как человек за отбрасываемой им тенью».
Виталий Пацюков: «Текстовая оптика, созданная Максимом Гуреевым, оказывается способной приближать и удалять реальность, приобретая качества машины времени».